# Hadrogeneios
Hadrogeneios is een geslacht van uitgestorven zoogdieren uit de Afrotheria uit het Paleoceen in het noordwesten van Afrika. 

## Fossiele vondsten
De fossielen van Hadrogeneios zijn gevonden in het Ouled Abdoun-bekken in Marokko.

## Classificatie
Hadrogeneios was een basale afrotheriër en het vormt samen met tijdgenoten Abdounodus en Ocepeia en de Paenungulata (slurfdieren en zeekoeien) de Paenungulatomorpha. 